# Synbranchidae

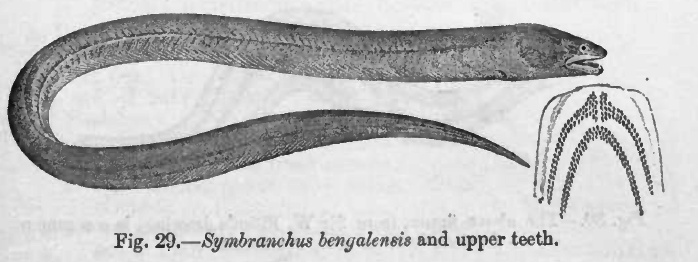
Ophisternon bengalense.

Synbranchidae é uma família de peixes, a única da subordem Synbranchoidei da ordem Synbranchiformes, fundamentalmente de água doce, mas ocorrendo em alguns estuários, com distribuição natural nas regiões tropicais e subtropicais. O nome deriva do grego clássico syn- (juntos) + branchia (brânquias).

## Descrição
São considerados um grupo avançado de teleósteos, de morfologia serpentiforme e sem escamas, o que lhes dá uma aparência semelhante a enguias. O comprimento máximo descrito é de 70 cm, ocorrendo na espécie Ophisternon aenigmaticum, com um esqueleto que tem entre 100 e 200 vértebras, desprovido de costelas. Os olhos são pequenos.
A maioria das espécies apresenta barbatanas dorsal e anal vestigiais, semelhantes a pequenas pregas cutâneas. São igualmente desprovidos de barbatanas peitorais ou pélvicas. A abertura branquial está reduzida a um corte ou poro por debaixo da garganta, com as membranas branquiais fundidas. Não apresentam bexiga natatória.
Habitam em águas doces e salobras das regiões tropicais e subtropicais, com algumas raras espécies nas regiões temperadas. O grupo tem uma ampla distribuição natural na América Central e na América do Sul e Caraíbas, estando também presente no extremo oeste da África Central, Sueste Asiático, Indonésia e noroeste da Austrália.
A maioria das espécies pode respirar directamente ar, podendo viver fora de água. Utilizam o oxigénio livre respirando de maneira bucofaríngea ou intestinal. Esta faculdade permite-lhes mover-se em terra firme, através da vegetação húmida, desde um corpo de água a outro. A maioria das espécies possui bexigas urinárias muito volumosas, as quais servem para armazenar água.
Remarcavelmente, a maior parte das espécies possui como estratégia reprodutiva a capacidade de recorrer ao Hermafroditismo sequencial (ver Hermafrodita) em diferentes fases de suas vidas.
Um exemplo específico hermafroditismo sequencial é o Muçum (Synbranchus marmoratus), também conhecido em diferentes regiões do Brasil por outros nomes populares como muçu (do tupi: mu'su ou mu'sim, que em português significa «escorregadio»), peixe-cobra, enguia-d'água-doce; sendo que no dialeto regional Hunsriqueano riograndense (no próprio: Riograndenser Hunsrückisch) seu nome é (der) Ool (compare-se com o alemão-standar: (der) Aal). Em relação ao seu contato com o ser humano, o muçum (bem como outras espécies desse peixe) tem um longo histórico de fazer parte da culinária de várias regiões do país; porém sendo considerada uma carne mais exótica entre certos segmentos da população. Vale ressaltar que ele é um tanto difícil de se manusear uma vez capturado devido a textura e extrema lisura de sua pele. Além disso, apesar de não possuir dentes, a sua forte mordida deve ser evitada a todo custo pois mesmo decepada sua cabeça, ele exibe grande persistência em não abrir sua boca, em largar o dedo do pescador.
Apresentam em geral hábitos escavadores, abrindo tocas na lama, nas quais se enterram, outras preferem viver em cavidades e cavernas.

## Géneros e espécies
São reconhecidos quatro géneros e mais de 35 espécies, incluindo algumas cavernícolas sem olhos (Ophisternon infernale do México e uma espécie na Libéria):
- Género Macrotrema (Regan, 1912)
  - Macrotrema caligans (Cantor, 1849)
- Género Monopterus (Lacepède, 1800)
  - Monopterus albus (Zuiew, 1793)
  - Monopterus boueti (Pellegrin, 1922)
  - Monopterus cuchia (Hamilton, 1822)
  - Monopterus desilvai (Bailey y Gans, 1998)
  - Monopterus digressus (Gopi, 2002)
  - Monopterus eapeni (Talwar, 1991)
  - Monopterus fossorius (Nayar, 1951)
  - Monopterus hodgarti (Chaudhuri, 1913)
  - Monopterus indicus (Silas y Dawson, 1961)
  - Monopterus roseni (Bailey y Gans, 1998)
- Género Ophisternon (McClelland, 1844)
  - Ophisternon aenigmaticum (Rosen y Greenwood, 1976)
  - Ophisternon afrum (Boulenger, 1909)
  - Ophisternon bengalense (McClelland, 1844)
  - Ophisternon candidum (Mees, 1962)
  - Ophisternon gutturale (Richardson, 1845)
  - Ophisternon infernale (Hubbs, 1938)
- Género Synbranchus (Bloch, 1795)
  - Synbranchus lampreia (Favorito, Zanata y Assumpção, 2005)
  - Synbranchus madeirae (Rosen y Rumney, 1972) - Atinga (Perú)
  - Synbranchus marmoratus (Bloch, 1795)

Com base no Catalogue of Life foi elaborado o seguinte cladograma:
| Synbranchidae | \| \| Macrotrema \| \| \| \| \| \| Monopterus \| \| \| \| \| \| Ophisternon \| \| \| \| \| \| Synbranchus \| \| \| \| |
|               | \| \| Macrotrema \| \| \| \| \| \| Monopterus \| \| \| \| \| \| Ophisternon \| \| \| \| \| \| Synbranchus \| \| \| \| |
|               | Chaudhuriidae |
|               | |
|               | Mastacembelidae |
|               | |
|               | Macrotrema |
|               | |
|               | Monopterus |
|               | |
|               | Ophisternon |
|               | |
|               | Synbranchus |
|               | |

|  | Macrotrema  |
|  |             |
|  | Monopterus  |
|  |             |
|  | Ophisternon |
|  |             |
|  | Synbranchus |
|  |             |